# Шило

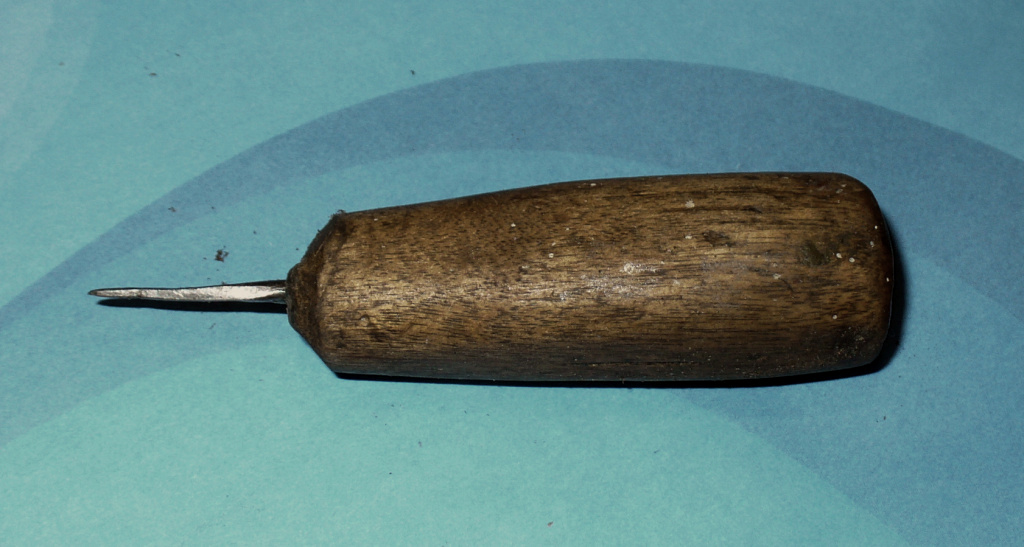
Шило с дерев'яним руків'ям

Ши́ло — інструмент у вигляді загостреного стрижня з руків'ям. На відміну від швейної голки, наконечник шила не має отвору.
Товсте чоботарське шило ще називають швайкою.

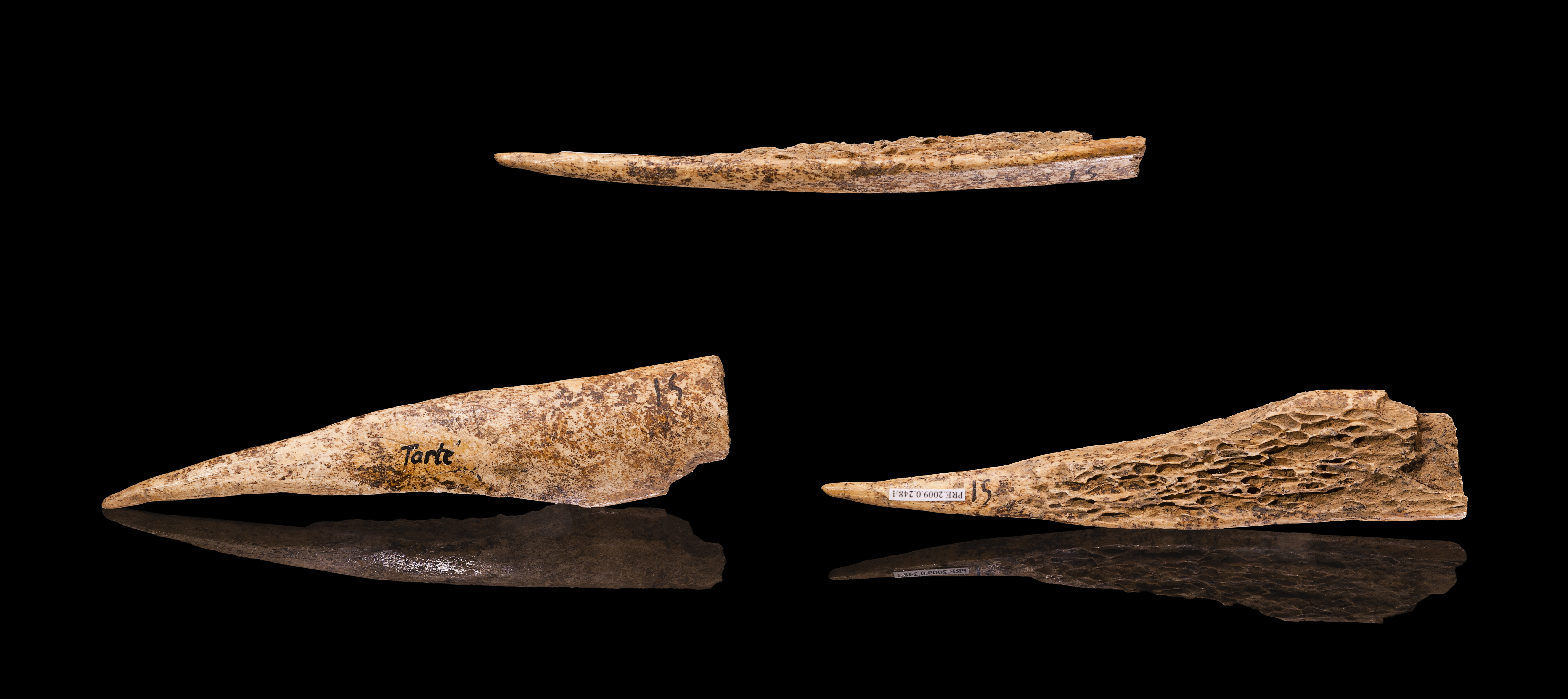
Шило. Палеоліт

## Історія
Назва інструмента походить від прасл. *šidlo, утвореного від дієслова *šiti («шити»).
Відоме з палеоліту. Розповсюджене у всьому світу. Майстрів, які виготовляли шила, називали ши́льниками.

## Опис

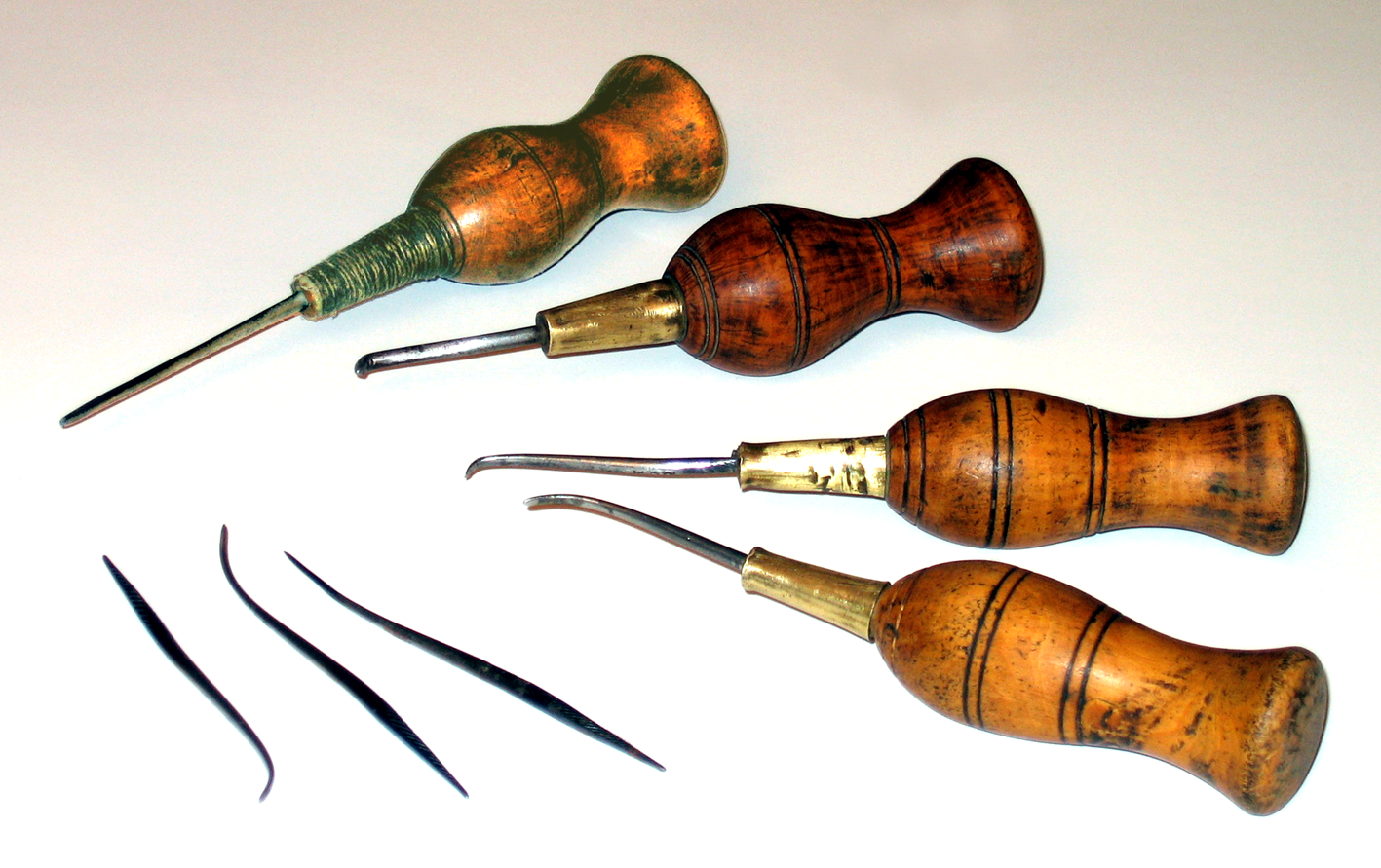
Шевські шила

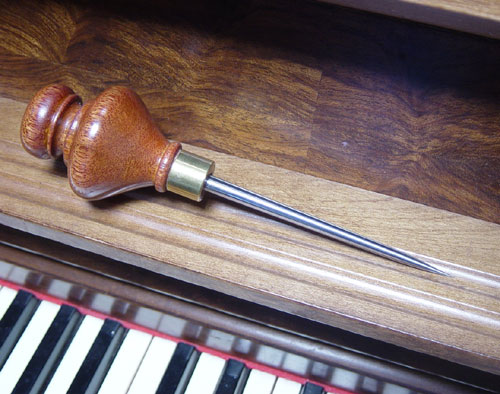
Столярне шило

Шило може мати дерев'яне, пластмасове або металеве руків'я. Металева робоча частина може бути круглого чи гранчастого перерізу.
Використовується, наприклад, шевцями й закрійниками для проколювання щільних матеріалів, наприклад, шкіри. Шевські шила бувають прямі, вигнуті та з гачками чи човникові (призначені для просилювання дратви, можуть бути прямими й вигнутими).
Знаходить застосування і в інших майстрів (столяр, тесляр) як канцелярське приладдя, електромонтажний інструмент.
Довге шило може бути застосоване як холодна зброя, конструктивно йому аналогічний стилет.

## Інше
- Назва одного з різновидів списа, західноєвропейського альшпіса буквально означає «шило-спис».
- Згідно зі «Словарем української мови» Б. Д. Грінченка, сполученням «шила бити» називався рід гри[4].
- Згідно з тим самим джерелом, про запряжку цугом могли казати «шилом їхати»[4].
- Шилом називали загострену палицю, на яку натикали шматок рогу для його розпарювання[4].
- Шильниками могли називати й шахраїв[2].

## Фразеологізми
- Шила в мішку не сховаєш (шило в мішку не втаїться, шила не сховає міх)[4] — про щось явне, чого не можна приховати.
- Міняти шило на мило (міняти шило на швайку, міняти шило на мотовило) — одержувати майже таке саме, не краще (отже програвати), невигідно міняти що-небудь на щось.
- Шило в дупі — про жваву, непосидючу людину.
- Його й шило голить — про щасливу людину[4].
- Не вміє й шила загострити — ні на що не здатний[4].
- Шилом моря не нагрієш — неможливо щось зробити.
- Шилом ніде ткнути — дуже багато, дуже тісно.
- Шильник берднику не товариш[3].
- Шильники терти (шильники-мильники терти) — ухилятися від роботи[3].
- Вилізло (виткнулося) шило з мішка — щось стало явним, помітним, очевидним.
- Крутитися (соватися) як на шилі — неспокійно поводити себе.
- Захопити (ухопити) шилом патоки — зазнати поразки, невдачі, нічого не добитися, залишитися ні з чим.